# Hymenophyllum secundum
Espèce
Hymenophyllum secundum est une espèce de fougères de la famille des Hyménophyllacées.
Synonyme : Meringium secundum (Hook. & Grev.) Copel.

## Description
Hymenophyllum secundum appartient au sous-genre Hymenophyllum.
Cette espèce a les caractéristiques suivantes :
- son rhizome est long et filiforme ;
- les frondes, de moins d'une dizaine de centimètres de long, comportent un limbe divisé deux à trois fois ;
- les sores, solitaires, sont situés à la naissance des segments, en terminaison d'un court segment axillaire ;
- l'indusie, ovale et englobant complètement les sporanges, a deux lèvres.

## Distribution
Cette espèce, terrestre, est présente en Amérique du sud - Argentine, Brésil, Chili -.